# Carașova
Carașova (chorw. Karaševo) – wieś w Rumunii, w okręgu Caraș-Severin, w gminie Carașova. W 2011 roku liczyła 2341 mieszkańców. 